# سكولد

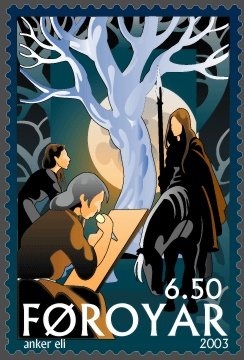
ختم فاروي يصور النورنات الثلاثة سكولد وأورد وفيرداندي

سكولد (بالنرويجية: Skuld‏) ومعناه الدين، هي إحدى الهات النورنات الثلاثة في الميثولوجيا النوردية برفقة أورد وفيرداندي وألواتي تقررن قدر الناس. ذكرت سكولد في اواخر اشعار فالكيري.